# 直撃!コロシアム!! ズバッと!TV
『直撃!コロシアム!! ズバッと!TV』（ちょくげき!コロシアム!! ズバッと!ティービー）は、2016年4月11日から7月25日までTBS系列で、毎週月曜日19:56 - 20:57に放送されていた討論バラエティ番組。

## 概要
毎回あるデータに沿ったテーマを通して、現代を生きる市民と直接対話することで、この国（日本）と、この国に暮らしている人々のリアルな生きざまを「見える化」する痛快討論バラエティとしており、毎回そのテーマに沿った「ある一つのくくりを持つ50人の論客」を初め、芸能・文化人などのゲストを交え、論客に事前に募集したアンケートも交えながら、その真相を根掘り葉掘り切り取っていく。
番組の司会には、読売テレビのアナウンサー・解説委員を務め、現在はジャーナリスト・シンクタンク代表者として活躍する辛坊治郎と、南海キャンディーズの山里亮太（山ちゃん）を起用する。これまで読売テレビの番組をメインに関西を中心に活動してきた辛坊にとって、日本テレビ系列以外の在京キー局のテレビ番組のレギュラー司会は初めてであり、TBS系列の番組にレギュラー出演するのも初めてとなる。
なお、TBS月曜20時台のレギュラー番組がフライングスタートとなるのは、開局以来この番組が初めてとなった。これでTBS全ての20時台のレギュラー番組が19:56開始のフライング体制になり、更に在京キー局全ての月曜20時台番組がフライング経験となった。さらに、TBSの月曜における19時台と20時台にまたがるレギュラー番組が放送されるのはラジオ東京テレビ時代の1956年2月まで19:30 - 21:15という放送時間で放送されていた『寄席中継』以来約60年ぶりとなり、TBS時代では初めてとなった。
しかし、2016年7月25日の放送で打ち切り。後番組は特別番組として数回放送された『坂上忍の好きか嫌いか言う時間』がレギュラー化し、2017年9月まで放送された。

## 出演者
司会
- 辛坊治郎
- 山里亮太（南海キャンディーズ）

アシスタント
- 古谷有美（TBSアナウンサー）

レギュラーパネラー
- 秋野暢子
- 大島美幸（森三中）
- 木村祐一
- カンニング竹山
- 東国原英夫（元宮崎県知事）
- 吉川美代子（元TBSアナウンサー）

ほか

## スタッフ
- 構成：都築浩、山名宏和、美濃部達宏（毎週）/高野健生、安念高志、島本裕太、加藤淳一郎、高橋秀一、安田聡太（週替り）
- CG：森三平、グレートインターナショナル
- ナレーション：奥田民義（毎週）/伊津野亮、横澤夏子（週替り）
- TM：小澤義春
- TD：依田純
- VE：鈴木昭平
- CAM：荒井隆之
- 照明：篠原秀樹
- ミキサー：森和哉
- TK：長谷川道子
- 音響効果：阿部宰、岡本智宏、竹田周二（週替り）/木戸茜（毎週）
- MA：並木丈治/TAMCO（毎週）
- 編集：オムニバスジャパン
- オープニングタイトル：ニック・スミス、AOKI Studio
- 美術プロデューサー：山口智広
- 美術デザイナー：太田卓志、石井エリザベス玲子
- 美術制作：田中秀和
- 大道具：鈴木匡人
- 電飾：西田和正、入江智喜
- メカシステム：濱口利行
- アクリル装飾：青木剛
- 小道具：高橋香織
- メイク：アートメイク・トキ
- 衣装：東宝コスチューム
- 番組宣伝：清水由花
- リサーチ：フォーミュレーション
- 技術協力：スウィッシュ・ジャパン、ティ・ピー・ブレーン、トラッド、テイクランド、ターンナップ、ユイワークス合同会社、ライズカンパニー、ジェイ・クルー
- 制作会社：ダイナマイトレボリューションカンパニー、BUDDY、THE WORKS、ノンプロダクション（週替り）
- 制作協力：フォーミュレーション、ITS（共に第1回のみ）
- 編成：田口健介
- マネージメントプロデューサー：豊田壮一
- 制作進行：庄子伸正（第2回 - ）
- アシスタントプロデューサー：荒井美妃（毎週）/荒井かおり、藤原真美、松本あゆみ、塚本汐、木全彩乃、渡邊幸子、儀万由佳（週替り）
- ディレクター：佐々木俊、千葉博史、安永洋平、橋本省（詳）吾、森俊平、大馬渡伸、石野将、樽見近工、岡部剛、岸憲人、布施美那、塚原和代、花田憲明、藤野智光、橋詰圭太、北嶋浩久、青柳剛、本橋宏之、晴山和弘、松尾竜二、斎藤裕二、関口豊、隅田隆之、安納隆仁、丸森徳昭、原愼吾、成田真司、中山康司、兼丸洋介、蛯原俊行、高野徹、高見亘（週替り）
- 演出：千葉隆弥、堤俊博、樽見近工（樽見→ディレクターの回あり）、菅原有太、山口貴由、前川コーファン（全員週替り）
- チーフディレクター：成田雅仁
- プロデューサー：帯純也、古谷英一（毎週）/齋藤智礼、新本あじあ、西原信行（週替り）
- 製作著作：TBS

## ネット局と放送時間
| 放送対象地域   | 放送局                  | 系列    | 放送時間                 | ネット状況 |
| -------------- | ----------------------- | ------- | ------------------------ | ---------- |
| 関東広域圏     | TBSテレビ(TBS)          | TBS系列 | 月曜 19:56 - 20:57 (JST) | 制作局     |
| 北海道         | 北海道放送(HBC)         | TBS系列 | 月曜 19:56 - 20:57 (JST) | 同時ネット |
| 青森県         | 青森テレビ(ATV)         | TBS系列 | 月曜 19:56 - 20:57 (JST) | 同時ネット |
| 岩手県         | IBC岩手放送(IBC)        | TBS系列 | 月曜 19:56 - 20:57 (JST) | 同時ネット |
| 宮城県         | 東北放送(TBC)           | TBS系列 | 月曜 19:56 - 20:57 (JST) | 同時ネット |
| 山形県         | テレビユー山形(TUY)     | TBS系列 | 月曜 19:56 - 20:57 (JST) | 同時ネット |
| 福島県         | テレビユー福島(TUF)     | TBS系列 | 月曜 19:56 - 20:57 (JST) | 同時ネット |
| 山梨県         | テレビ山梨(UTY)         | TBS系列 | 月曜 19:56 - 20:57 (JST) | 同時ネット |
| 新潟県         | 新潟放送(BSN)           | TBS系列 | 月曜 19:56 - 20:57 (JST) | 同時ネット |
| 長野県         | 信越放送(SBC)           | TBS系列 | 月曜 19:56 - 20:57 (JST) | 同時ネット |
| 静岡県         | 静岡放送(SBS)           | TBS系列 | 月曜 19:56 - 20:57 (JST) | 同時ネット |
| 富山県         | チューリップテレビ(TUT) | TBS系列 | 月曜 19:56 - 20:57 (JST) | 同時ネット |
| 石川県         | 北陸放送(MRO)           | TBS系列 | 月曜 19:56 - 20:57 (JST) | 同時ネット |
| 中京広域圏     | CBCテレビ(CBC)          | TBS系列 | 月曜 19:56 - 20:57 (JST) | 同時ネット |
| 近畿広域圏     | 毎日放送(MBS)           | TBS系列 | 月曜 19:56 - 20:57 (JST) | 同時ネット |
| 鳥取県・島根県 | 山陰放送(BSS)           | TBS系列 | 月曜 19:56 - 20:57 (JST) | 同時ネット |
| 岡山県・香川県 | 山陽放送(RSK)           | TBS系列 | 月曜 19:56 - 20:57 (JST) | 同時ネット |
| 広島県         | 中国放送(RCC)           | TBS系列 | 月曜 19:56 - 20:57 (JST) | 同時ネット |
| 山口県         | テレビ山口(tys)         | TBS系列 | 月曜 19:56 - 20:57 (JST) | 同時ネット |
| 愛媛県         | あいテレビ(itv)         | TBS系列 | 月曜 19:56 - 20:57 (JST) | 同時ネット |
| 高知県         | テレビ高知(KUTV)        | TBS系列 | 月曜 19:56 - 20:57 (JST) | 同時ネット |
| 福岡県         | RKB毎日放送(rkb)        | TBS系列 | 月曜 19:56 - 20:57 (JST) | 同時ネット |
| 長崎県         | 長崎放送(NBC)           | TBS系列 | 月曜 19:56 - 20:57 (JST) | 同時ネット |
| 熊本県         | 熊本放送(RKK)           | TBS系列 | 月曜 19:56 - 20:57 (JST) | 同時ネット |
| 大分県         | 大分放送(OBS)           | TBS系列 | 月曜 19:56 - 20:57 (JST) | 同時ネット |
| 宮崎県         | 宮崎放送(mrt)           | TBS系列 | 月曜 19:56 - 20:57 (JST) | 同時ネット |
| 鹿児島県       | 南日本放送(MBC)         | TBS系列 | 月曜 19:56 - 20:57 (JST) | 同時ネット |
| 沖縄県         | 琉球放送(RBC)           | TBS系列 | 月曜 19:56 - 20:57 (JST) | 同時ネット |

ネット配信
| 配信元 | 更新日時        | 備考                 |
| ------ | --------------- | -------------------- |
| TVer   | 月曜 21:00 更新 | 最新話限定で無料配信 |
| GYAO!  | 水曜 16:00 更新 | 最新話限定で無料配信 |